# Ubaldo Gandolfi

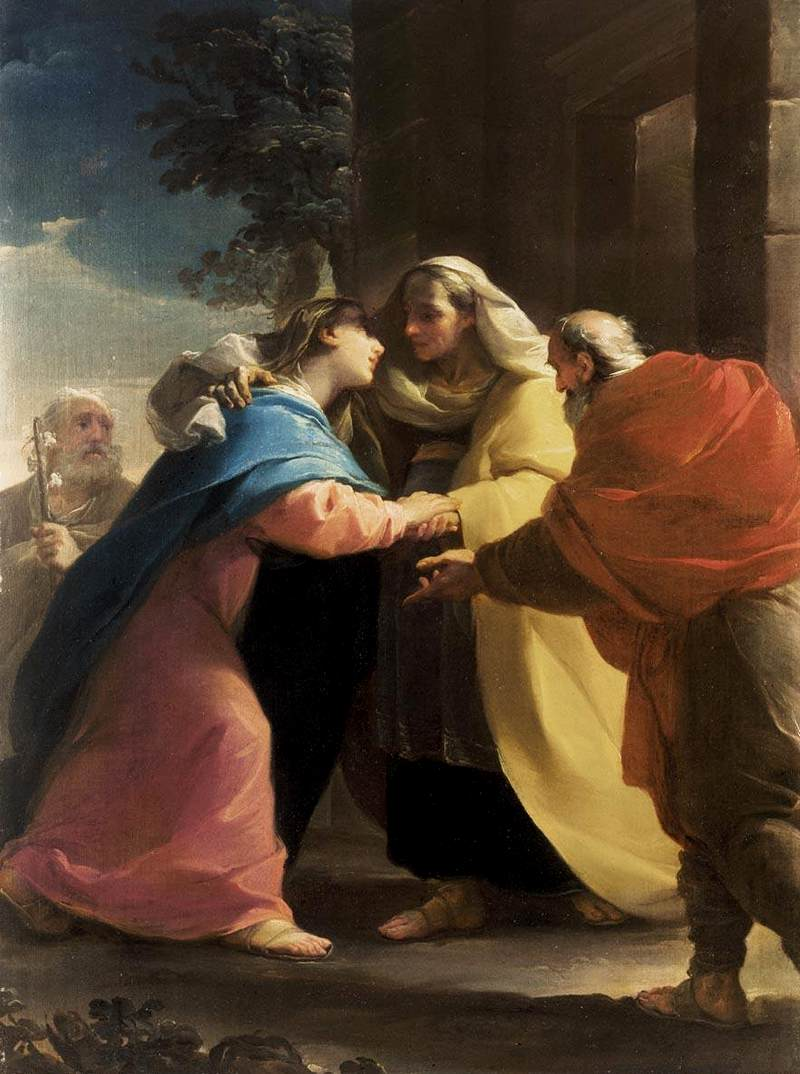
Visitació

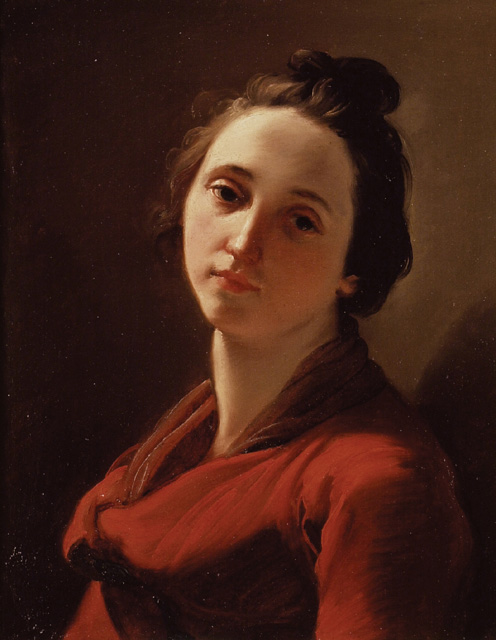
Retrat femení, probablement Rosa Spisani, l'esposa de l'artista.

Ubaldo Gandolfi (Sant Matteo della Decima, 28 d'abril de 1728— Rávena, 27 de juliol de 1781) va ser un pintor italià, pertanyent a l'última etapa del Barroc. Actiu a la ciutat de Bolonya, a l'escola de la qual va pertànyer.

## Biografia
Va pertànyer a una gran família d'artistes, entre els quals va destacar sobretot el seu germà Gaetano i el fill d'aquest, Mauro Gandolfi. Juntament amb ells és considerat dels últims representants de l'Escola Bolonyesa. Als 17 anys va ingressar en la Accademia Clementina, on va ser alumne d'Ercole Graziani el Jove, Felice Torelli i Ercole Lelli. D'aquest últim va aprendre Ubaldo a dibuixar l'anatomia humana; Lelli és conegut principalment per haver realitzat models anatòmics en cera a partir de cadàvers disseccionats pel Istituto d'Anatomia.
L'art de Ubaldo està a cavall entre el moribund barroc i el puixant neoclassicisme que ja s'imposava en l'art italià i europeu. La seva manera de pintar recorda fortament a l'estil d'un dels fundadors de l'escola bolonyesa, Ludovico Carracci. Gandolfi també està documentat com a escultor.
Els seus fills Ubaldo Lorenzo i Giovanni Battista (nascut en 1762) també van ser pintors, encara que no es coneix gairebé res de l'obra d'aquest últim.

## Obres destacades

### Pintura
- Verge en la glòria amb els sants Pere, Teresa d'Àvila, Roc i Lluís Gonzaga (1759, Uffizi, Corredor Vasariano, Florència)
- Retrat d'Anna de Banzi Cavazzi (1760, col·lecció particular)
- Resurrecció de Crist (1765, Pinacoteca Nacional de Bolonya)
- Sibil·la (1765-69, col·lecció particular)
- Visitació (1767, Col·lecció privada)
- Estigmatització de Sant Francesc (1768, Pinacoteca de Brera, Milà)
- Selene i Endimió (1770, Los Angeles County Museum of Art)
- Retrat de noi amb les mans sobre una balaustrada (1770, Pinacoteca Nacional de Bolonya)
- Mercuri adorm a Argos (1770-75, North Carolina Museum of Art, Raleigh)
- Mercuri es disposa a decapitar a Argos (1770-75, North Carolina Museum of Art, Raleigh)
- Verge amb el Nen i Santo Domingo i Sant Vicent Ferrer (1773, San Domenico, Bolonya)
- Retrat de dona jove (1775-78, Ashmolean Museum, Oxford)
- Retrat de nen (1778, Museu del Louvre, París)
- Visió de Sant Francesc de Paula (1778-79, Pinacoteca Nacional de Bolonya)

### Escultura
- Josep d'Arimatea (c. 1775, Utah Museum of Fine Arts, Salt Lake City)